# Neoroepera banksii
Neoroepera banksii là một loài thực vật có hoa trong họ Picrodendraceae. Loài này được Benth. mô tả khoa học đầu tiên năm 1873.